# Sálih Taríf
Sálih Taríf (hebrejsky סאלח טריף, Sa'lich Tarif, arabsky صالح طريف) je izraelský politik a bývalý poslanec Knesetu za Stranu práce.

## Biografie
Narodil se 9. února 1954 ve městě Džulis. Sloužil v izraelské armádě, kde působil u výsadkářských a tankových jednotek. Dosáhl hodnosti kapitána (Seren). Získal bakalářský titul na Haifské univerzitě. Hovoří anglicky a arabsky. Je členem komunity izraelských Drúzů.

## Politická dráha
Byl místopředsedou studentské asociace na Haifské univerzitě, starostou města Džulis, předsedou sdružení drúzských a čerkeských starostů. Pracoval jako celostátní místopředseda mládežnického hnutí při organizaci B'nai B'rith. Působil rovněž jako člen ústředního výboru Strany práce.
V izraelském parlamentu zasedl poprvé po volbách do Knesetu v roce 1988, ve kterých kandidoval za Stranu práce. Mandát ale obdržel až v únoru 1992 jako náhradník, tedy jen pár měsíců před koncem volebního období. Byl členem finančního výboru a výboru pro záležitosti vnitra a životního prostředí. Plnohodnotný mandát pak získal ve volbách do Knesetu v roce 1992, opět za Stranu práce. Nastoupil do parlamentního výboru pro záležitosti vnitra a životního prostředí, finančního výboru a výboru pro jmenování drúzských soudců. Zároveň byl místopředsedou Knesetu. Opětovně byl zvolen ve volbách do Knesetu v roce 1996. Stal se předsedou výboru pro záležitosti vnitra a životního prostředí a členem výboru pro jmenování drúzských soudců a výboru pro ústavu, právo a spravedlnost.
Poslancem se stal i ve volbách do Knesetu v roce 1999, v nichž kandidoval za kandidátní listinu Jeden Izrael, do níž se sdružila i dosavadní Strana práce. Předsedal výboru House Committee a zvláštnímu výboru pro diskuzi o zákonu o bezpečnostních službách. Byl členem výboru pro záležitosti vnitra a životního prostředí, výboru pro jmenování drúzských soudců, finančního výboru a výboru pro zahraniční záležitosti a obranu.
Naposledy usedl do Knesetu po volbách do Knesetu v roce 2003. Mandát ovšem získal až v listopadu 2005 jako náhradník po rezignaci Amrama Micny. Do práce Knesetu se již ale výrazně nezapojil. Navíc čelil v té době vyšetřování pro podezření z korupce. V lednu 2006 po několika týdnech v Knesetu rezignoval na funkci a byl ještě po krátký zbytek volebního období nahrazen Ronenem Curem. Ve volbách v roce 2006 mandát nezískal.
Zastával i vládní posty. V letech 2005–2006 byl náměstkem ministra vnitra. V letech 2001–2002 pak držel funkci ministra bez portfeje. Šlo o prvního nežidovského ministra v dějinách státu Izrael.